# Shahrestān-e Sarbāz
Shahrestān-e Sarbāz (persiska: شهرستان سرباز, سرباز) är en delprovins (shahrestan) i Iran.   Den ligger i provinsen Sistan och Baluchistan, i den sydöstra delen av landet, 1 400 km sydost om huvudstaden Teheran.
Delprovinsen hade 186 165 invånare 2016.